# مقاطعة مينوميني (ميشيغان)
مقاطعة مينوميني هي مقاطعة في ميشيغان، بلغ عدد سكانها 24٬029  نسمة، في 2010، عاصمتها مينوميني، تبلغ مساحتها 3٬465 كيلومتر مربع.

## الموقع
تشترك في الحدود مع:
- مقاطعة ماركويت
- مقاطعة دور.

## التقسيمات الإدارية
- مينوميني.